# アーディル・シャー

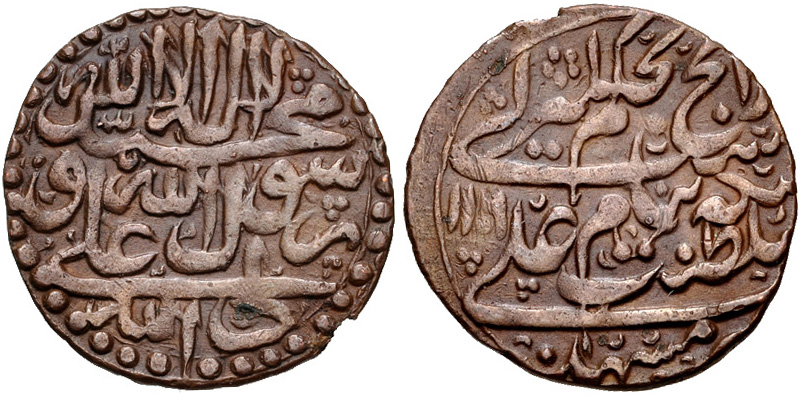
アーディル・シャー時代の貨幣

アーディル・シャー（? - 1749年5月20日）は、アフシャール朝の第2代君主（在位：1747年 - 1748年）。

## 来歴
初代君主のナーディル・シャーはイマーム・クリー・ベグの娘と結婚していたが、そのイマームの息子であるムハンマド・イブラーヒーム・ハーンの息子である。つまりナーディルの義理の甥である。父のムハンマドは1738年にナーディルに殺害されている。
1747年にナーディルの暗殺に関与したといわれ、ナーディルが暗殺されると、わずか2週間でシャー・ルフを除くナーディルの直系親族を処刑し、即位した。
しかし1748年に弟のイブラヒムが謀反を起こし、アーディルは捕らえられて盲目にされた。
1749年、身柄をマシュハドに移されると、ナーディル・シャーの妻の命令で処刑された。